# Alfred Bonfert
Alfred Bonfert (* 10. August 1904 in Bukarest, Königreich Rumänien; † 21. August 1993 in St. Ingbert, Deutschland) war ein deutscher Tierarzt und als rumäniendeutscher Politiker vom 10. Februar 1935 bis zum 28. Oktober 1938 Präsident der nationalsozialistischen Deutschen Volkspartei Rumäniens (DVR).

## Leben
Nach seinem Abitur in Hermannstadt (rumänisch Sibiu) 1923 studierte Bonfert bis 1928 Veterinärmedizin an der Tierärztlichen Hochschule Hannover und promovierte zum Dr. med. vet. Hier war er Mitglied der Adler und Falken, einem völkisch geprägten Jugendbund. Nach seinem Studium praktizierte er als Tierarzt in Rumänien.
Seit 1919 war Bonfert Mitglied im „Hermannstädter Wandervogel“. Er war Mitherausgeber der Zeitschrift der Bündischen Jugend „Die Kommenden“. 1929 schlossen sich die bestehenden Wandervogel-Vereine Rumäniens unter Bonferts Führung im Südostdeutschen Wandervogel zusammen. 1931 führte Bonfert nationalsozialistisch geprägte Jugendarbeitslager in Siebenbürgen ein. Er war Mitglied der Erneuerungsbewegung unter Fritz Fabritius. Bonfert war als Führer der „Selbsthilfearbeitsmannschaften“ Mitglied der am 25. Januar 1933 durch Bischof Viktor Glondys empfangenen Abordnung der „Selbsthilfebewegung“, die über die Stellung der Selbsthilfe zur christlichen Verkündigung und über das Verhältnis zwischen den „Selbsthilfemannschaften“ und den kirchlichen Bruder- und Schwesternschaften beriet. 1934 ging der Wandervogel-Verein im „Siebenbürgisch-Deutschen Jugendbund“ auf. Bonfert unterzeichnete als zweiter die gegen Bischof Viktor Glondys am 21. Juli 1934 gerichtete Erklärung führender Nationalsozialisten „Zur Klarstellung der Lage. Ein Wort an alle deutschen Volksgenossen“.
Infolge der Wahlsiege in den regionalen Volksräten wurde Fritz Fabritius am 29. Juni 1935 zum Vorsitzenden der rumäniendeutschen Dachorganisation gewählt, die in „Deutsche Volksgemeinschaft in Rumänien“ umbenannt wurde. Der Verband erhielt ein vom Nationalsozialismus inspiriertes Volksprogramm, gegen das sich weder die Konservativen noch die Evangelische Kirche A. B. in Rumänien auflehnten, wohl aber die radikale Fraktion der „Erneuerer“, die mittlerweile unter Waldemar Gust und Bonfert am 10. Februar 1935 (zunächst noch mit der Zustimmung Fabritius’) die radikal-nazistische „Deutsche Volkspartei Rumäniens“ (DVR) gegründet hatten. Die Radikalen beanstandeten, dass das Volksprogramm nicht dem „eigentlichen Geist des Nationalsozialismus“ entsprach. Der Konflikt zwischen der Volksgemeinschaft und der DVR prägte bis zum Oktober 1938 die politische Diskussion der Rumäniendeutschen. Der „Streit trennte Hofnachbarn und entzweite Familien, Kinder prügelten sich auf der Straße und riefen ‚Fabritius soll regier'n, Bonfert soll krepier'n‘ oder umgekehrt (je nach Einstellung der Eltern)“; in den Städten tobten Saalschlachten.
Im Oktober 1938 nahm Bonfert als Vertreter seiner Partei an den Gesprächen zur Gleichschaltung der Rumäniendeutschen unter der Leitung von Edit von Coler teil. In der Folge wurde seine Partei in die „Volksgruppenführung“ assimiliert, mit Bonfert als stellvertretendem Landesvorsitzenden. Da die radikale Gruppe um Bonfert auch nach der Einigung 1939 den Streit weiter führte, schalteten sich die Volksdeutsche Mittelstelle (VoMi), das Auswärtige Amt und Heinrich Himmler in den Konflikt ein, da die Führung des Deutschen Reiches die volle Kooperation der deutschen Minderheit in einer Zeit sensitiver Beziehungen zu Rumänien bedurfte. Fabritius schloss Bonfert im Frühjahr 1939 wegen eines angeblichen Putschversuchs mit seiner Gefolgschaft aus der Führung der Volksgruppe aus. Bonfert, Gust und der Landesjugendführer Friedrich „Fritz“ Cloos wurden ihrer Ämter enthoben und ins „Reich“ abgeschoben.
Im Zweiten Weltkrieg wurde Bonfert „in den Kämpfen im Osten“ als Angehöriger der Wehrmacht mit dem Stern von Rumänien im Rittergrade mit Schwertern am Tapferkeitsbande und der Medaille zur Erinnerung an den Kreuzzug gegen den Kommunismus ausgezeichnet. Als Angehöriger des Deutschen Afrikakorps nahm er an den Kampfhandlungen in Nordafrika teil. 1943 geriet er in englische Kriegsgefangenschaft, aus der er nach Kriegsende wieder entlassen wurde. Darauf praktizierte er als Tierarzt in Schleswig-Holstein und im Saarland. In Saarbrücken leitete er die „Besamungszentrale des Saarlands“.
Alfred Bonferts Sohn Wolfgang war von 1983 bis 1989 Bundesvorsitzender der Landsmannschaft „Verband der Siebenbürger Sachsen“.

## Veröffentlichungen
- Vergleichende Untersuchungen über die Homologie der Darmteile bei Nagetieren unter teilweiser Berücksichtigung der arteriellen Blutversorgung. Wagner, Weimar 1928
- Vom Werden und vom Weg unseres Wandervogels. In: Karl D. Paetel: Südostdeutscher Wandervogel, Deutsche Jugendwanderer in Rumänien. Flarchheim (Thüringen) 1930, S. 7–17.
- Arbeitslager und freiwilliger Arbeitsdienst. In: Klingsor. Band 11, 1932, S. 421–429.
- Das Arbeitslager in Meschendorf 17.-23. August 1931. In: Sächsische Jugend am Werk. 1933, S. 6–12.
- Das große Arbeitslager im Sommer 1932, 7.-21. August. In: Sächsische Jugend am Werk. 1933, S. 14–27.
- Der Arbeitsdienst im Allgemeinen. Die Entwicklung des Arbeitsdienstes bei den Deutschen in Rumänien. In: Landesamt für Arbeitsdienst: Deutsche Jugend am Werk, Berichte aus den Arbeitslagern der deutschen jugend in Rumänien 1933. Kronstadt 1934, S. 5–8.
- Kampf um Arbeit. Kronstadt 1936.
- Weltanschauungskampf im Deutschtum Rumäniens. In: Sachsenspiegel. 7. August 1939, S. 21–24.
- Notwendige Bemerkungen zu Beiträgen und Dokumenten zur Zeitgeschichte. In: Südostdeutsche Vierteljahresblätter. 2/1972, S. 133f.
- Notwendige Bemerkungen zur Stellungnahme von Gustav Markus zu meinem Beitrag in Heft 2/1972, S. 133/136. In: Südostdeutsche Vierteljahresblätter. 3/1972, S. 204f.
- Aus der anderen Sicht. In: Südostdeutsche Vierteljahresblätter. 4/1974, S. 292f.
- Der Jugendtag in Agnetheln 1935. In: Südostdeutsche Vierteljahresblätter. 1/1986, S. 69.